# Gerald Drummond (atleta)
Gerald David Drummond Hernández (San José, Costa Rica, 5 de septiembre de 1994) es un deportista costarricense que compite en atletismo en los 400 metros vallas.
De categoría mayor, Gerald ha participado en dos ediciones de los Juegos Olímpicos, 2 ediciones en los Juegos Panamericanos, 2 ediciones en los Campeonato Iberoamericano de Atletismo y cuenta con la participación en 1 edición en el Mundial de Atletismo.
Posee el récord nacional en el Campeonato Iberoamericano de Atletismo de 2022 con un tiempo de 48:47.

## Palmarés
| Año                                     | Sede                                    | Medalla                                 | Prueba                                  |
| Campeonato Centroamericano de Atletismo | Campeonato Centroamericano de Atletismo | Campeonato Centroamericano de Atletismo | Campeonato Centroamericano de Atletismo |
| --------------------------------------- | --------------------------------------- | --------------------------------------- | --------------------------------------- |
| 2012                                    | Managua, Nicaragua                      | Medalla de plata                        | 400m vallas                             |
| 2012                                    | Managua, Nicaragua                      | Medalla de oro                          | Relevo 4x400                            |
| 2014                                    | Tegucigalpa, Honduras                   | Medalla de oro                          | 400m                                    |
| 2014                                    | Tegucigalpa, Honduras                   | Medalla de oro                          | 400m vallas                             |
| 2014                                    | Tegucigalpa, Honduras                   | Medalla de oro                          | Relevo 4x400                            |
| 2017                                    | Tegucigalpa, Honduras                   | Medalla de oro                          | 400m                                    |
| 2017                                    | Tegucigalpa, Honduras                   | Medalla de oro                          | 400m vallas                             |
| Juegos Deportivos Centroamericanos      |                                         |                                         |                                         |
| 2013                                    | San José, Costa Rica                    | Medalla de bronce                       | 200m                                    |
| 2013                                    | San José, Costa Rica                    | Medalla de plata                        | 400m vallas                             |
| 2013                                    | San José, Costa Rica                    | Medalla de oro                          | Relevo 4x400                            |
| 2017                                    | Managua, Nicaragua                      | Medalla de plata                        | 400m                                    |
| 2017                                    | Managua, Nicaragua                      | Medalla de oro                          | Relevo 4x400                            |
| Campeonato Iberoamericano de Atletismo  |                                         |                                         |                                         |
| 2018                                    | Trujillo, Perú                          | Medalla de plata                        | 400m vallas                             |
| 2022                                    | La Nucía, España                        | Medalla de oro                          | 400m vallas                             |

## Vida privada
Es hijo del exfutbolista Gerald Drummond, y sobrino del también exfutbolista Jervis Drummond.